# 安岡大貴
安岡 大貴（やすおか だいき、1991年8月8日 - ）は、日本のラグビー選手。

## プロフィール
- 京都府出身[1]。
- ポジションはセンター(CTB)。
- 身長 175cm、体重 95kg
- ニックネームはヤス。
- U17日本代表[2]やU20日本代表候補[3]に選ばれたことがある。

## 略歴
2010年、東海大仰星高校卒業後、東海大学に入る。なお東海大仰星高校時代、高校日本代表候補に選ばれたことがある。
2014年、東海大学卒業後、ホンダヒートに加入。同年9月28日に行われたトップウェストA第2節の大阪府警察戦にて先発出場で公式戦初出場を果たす。
2017年、ホンダヒートを退団した。